# No’am Gerszoni
No’am Gerszoni, hebr. נועם גרשוני (ur. 30 stycznia 1983) – izraelski niepełnosprawny tenisista na quadzie, medalista igrzysk paraolimpijskich z Londynu (2012).

## Życiorys
Gershony brał udział w II wojnie libańskiej jako pilot AH-64 Apache. W wyniku kolizji helikoptera z inną maszyną zginął pierwszy pilot śmigłowca; Gershony doznał uszkodzenia rdzenia kręgowego. Grę w tenisa na wózkach i surfing rozpoczął w 2007 roku w ramach rehabilitacji, przeprowadzanej w ośrodku dla weteranów w Tel Awiwie.
W 2012 roku uczestniczył w turniejach gry pojedynczej i podwójnej na quadach w zawodach paraolimpijskich. W singlu został rozstawiony z numerem drugim. W pierwszej rundzie pokonał reprezentanta Wielkiej Brytanii w trzech setach. W kolejnym spotkaniu pokonał Amerykanina po dwusetowym pojedynku. W półfinale pokonał rodaka, wygrywając do zera. W finale spotkał się z numerem pierwszym list, Davidem Wagnerem. W pojedynku o złoty medal pokonał Amerykanina wynikiem 6:3, 6:1. W związku z wygraną awansował na pierwsze miejsce w rankingu ITF. Był to pierwszy złoty medal dla Izraela na igrzyskach paraolimpijskich od 2004 roku. W deblu występował razem ze Szeraggą Weinbergiem. W pierwszym, ćwierćfinałowym pojedynku pokonali oni parę ze Szwecji w dwóch setach. W półfinale zmierzyli się z numerem drugim zawodów, Nicholasem Taylorem i Wagnerem ze Stanów Zjednoczonych. Izraelczycy przegrali 3:6, 6:7(6). W spotkaniu o brązowy medal rywalizowali z reprezentantami Japonii, których pokonali 6:3, 6:1.
Jego najlepszym wynikiem w kończących sezon mistrzostwach w tenisie na wózkach w singlu jest faza grupowa z roku 2011. W deblu natomiast zwyciężył w tym samym roku. W swojej karierze dwukrotnie osiągał finał turniejów wielkoszlemowych – w Nowym Jorku w 2011 roku oraz w Melbourne w 2012.
No’am Gerszoni awansował na pierwszą pozycję w rankingu gry pojedynczej w 2012 roku. W tym samym roku osiągnął także najwyższe w karierze – 5. miejsce w rankingu gry podwójnej.

## Historia występów
Legenda
     W, wygrany turniej
     F, przegrana w finale
     SF, przegrana w półfinale
     SFP, SFW, przegrana, wygrana w meczu o trzecie miejsce
     QF, przegrana w ćwierćfinale
     xR przegrana w x rundzie
     LQ, przegrana w kwalifikacjach
     RR, przegrana w fazie grupowej
     A, brak startu
     —, impreza nie odbyła się

### Występy w Wielkim Szlemie

#### Gra pojedyncza
| Turniej                                     | 2011 | 2012 |
| ------------------------------------------- | ---- | ---- |
| Wielkoszlemowe turnieje w singlu na wózkach |      |      |
| Australian Open                             | A    | RR   |
| US Open                                     | RR   | —    |

#### Gra podwójna
| Turniej                                    | 2011 | 2012 |
| ------------------------------------------ | ---- | ---- |
| Wielkoszlemowe turnieje w deblu na wózkach |      |      |
| Australian Open                            | A    | F    |
| US Open                                    | F    | —    |

### Turnieje Masters oraz igrzyska paraolimpijskie
| Turniej                  | 2011 | 2012 |
| ------------------------ | ---- | ---- |
| Turnieje Masters         |      |      |
| singel                   | RR   | A    |
| debel                    | W    | A    |
| Igrzyska paraolimpijskie |      |      |
| Singel                   | —    | W    |
| Debel                    | —    | SFW  |